# Ried in der Riedmark
Ried in der Riedmark ist eine Marktgemeinde in Oberösterreich im Bezirk Perg im Mühlviertel mit 4353 Einwohnern (Stand 1. Jänner 2024). Die Gemeinde zählt zum Gerichtsbezirk Perg.

## Geografie
Der Ort Ried in der Riedmark liegt auf rund 300 Meter Seeöhe im unteren Mühlviertel, die höchsten Erhebungen der Gemeinde erreichen im Nordosten 450 Meter. Das wichtigste Gewässer ist der Rieder Bach, ein Nebenfluss der Gusen.
Die Ausdehnung beträgt von Nord nach Süd 8,5 und von West nach Ost 7,8 Kilometer. Die Gesamtfläche umfasst 32,65 Quadratkilometer. Davon sind 20 Prozent bewaldet, 71 Prozent werden landwirtschaftlich genutzt.

### Gemeindegliederung
Die Gemeinde besteht aus den Katastralgemeinden Altaist, Marbach, Obenberg und Ried in der Riedmark.
Das Gemeindegebiet umfasst folgende Ortschaften (in Klammern Einwohnerzahl Stand 1. Jänner 2024):
- Aistbergthal (61)
- Altaist (58)
- Anzendorf (56)
- Blindendorf (559) auch Gem. Katsdorf samt Graben und Kruckenberg
- Buchholz (49)
- Danndorf (90) samt Daundorf
- Frankenberg (69) auch Gem. Langenstein
- Gerersdorf (90)
- Grünau (122) auch Gem. Katsdorf
- Hartl (113)
- Hochstraß (197)
- Holzgasse (189) samt Breitenweiten
- Josefstal (0) Gem. Schwertberg
- Kollnerberg (11)
- Loitzenberg (4)
- Marbach (97) auch Gem. Mauthausen
- Marwach (156)
- Niederzirking (280)
- Obenberg (133)
- Oberzirking (235) auch Gem. Mauthausen
- Poneggen (4)
- Reidl (38)
- Ried in der Riedmark (1286) Hauptort
- Rieddorf (21)
- Schnellendorf (17)
- Thal (50) samt Hinterarnberg
- Wachsreith (62) samt Mascherhof
- Waging (30)
- Weigersdorf (51)
- Wildberg (27)
- Wimm (17)
- Zeinersdorf (181)

Zählsprengel sind Ried in der Riedmark-Niederzirking für den südöstlichen Kernbereich und Ried-Umgebung für den Rest der Gemeinde.

### Nachbargemeinden
| Wartberg ob der Aist (Bez. Freistadt) | Pregarten (Bez. Freistadt)                  | Tragwein (Bez. Freistadt) |
| Katsdorf St. Georgen an der Gusen     | Kompassrose, die auf Nachbargemeinden zeigt | Schwertberg               |
| Langenstein                           | Mauthausen                                  |                           |

## Geschichte

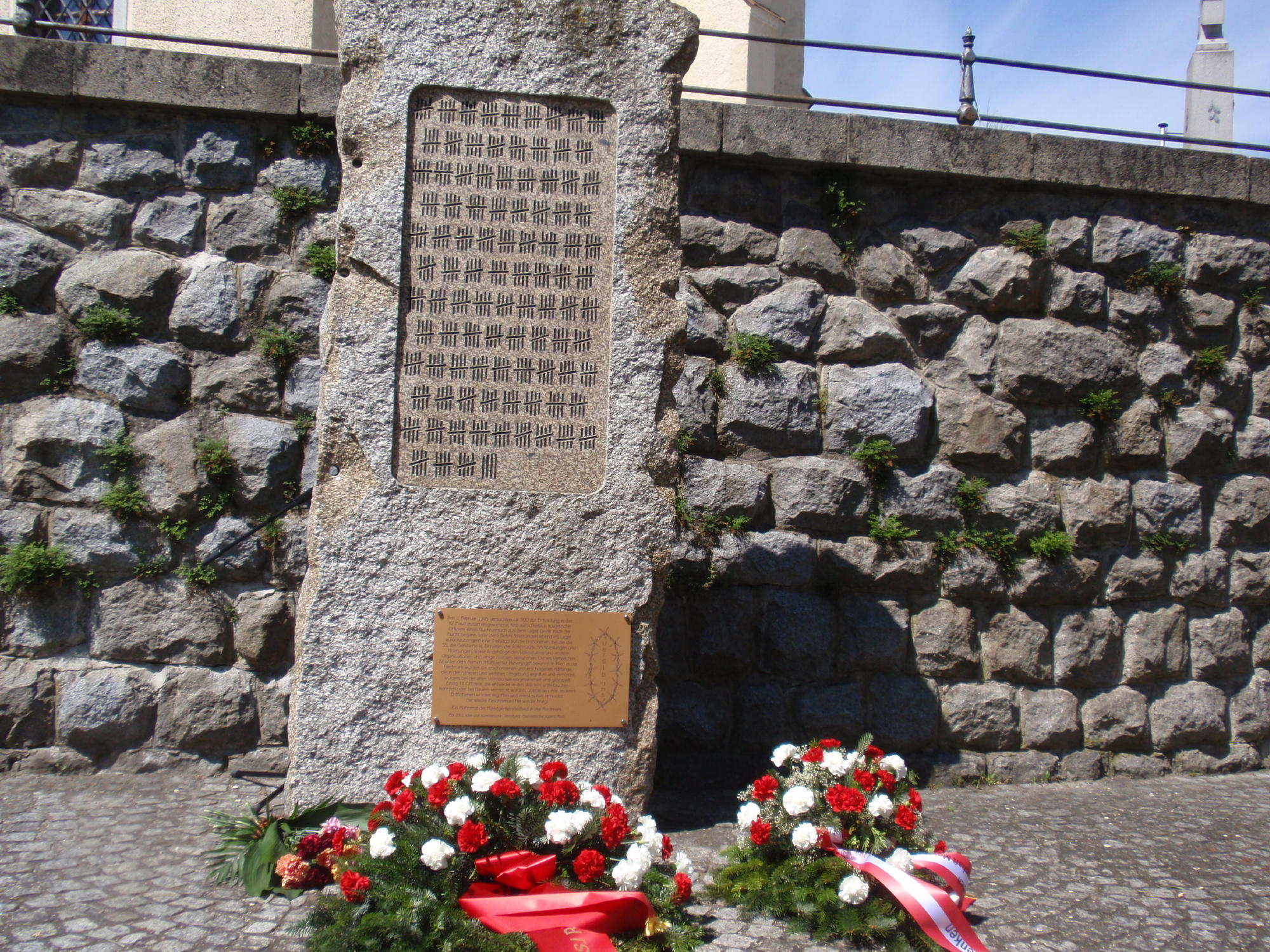
Gedenkstein der Mühlviertler Menschenjagd

Die erste urkundliche Erwähnung Rieds geht auf das Jahr 823 zurück, als der Ort gemeinsam mit Naarn, Saxen und Ardagger in der Urkunde Confirmatio Ludovici Pii an das Bistum Passau übergeben wird.
Ursprünglich im Ostteil des Herzogtums Bayern liegend, gehörte der Ort seit dem 12. Jahrhundert zum Herzogtum Österreich. Ried wurde 1424 bei einem der Hussiteneinfälle ins Mühlviertel niedergebrannt. Seit 1490 wird der Ort dem Fürstentum Österreich ob der Enns zugerechnet.
Während der Napoleonischen Kriege war der Ort mehrfach besetzt.
Seit 1918 gehört der Ort zum Bundesland Oberösterreich. Nach dem Anschluss Österreichs an das Deutsche Reich am 13. März 1938 gehörte der Ort zum Gau Oberdonau. 1945 erfolgte die Wiederherstellung Oberösterreichs.
Gegen Ende des Zweiten Weltkrieges wurde der Ort bekannt durch die Mühlviertler Menschenjagd (euphemistisch Mühlviertler Hasenjagd), bei der NS-Verbände und etliche Einwohner des Ortes Jagd auf sowjetische Offiziere machten, die im Februar 1945 aus dem KZ Mauthausen geflohen waren. Es gab jedoch einige beherzte Bürger, die Fliehende unter Gefährdung des eigenen Lebens versteckten, so dass von den 500 wenigstens elf ihre Freiheit erlangten. Alle anderen wurden ermordet, wo man sie bei der dreiwöchigen Jagd aufspürte. Zum Gedenken an dieses Kriegsverbrechen und an die mutigen Helfer der Überlebenden wurde 2002 nahe der Kirche ein Gedenkstein errichtet.

## Kultur und Sehenswürdigkeiten
- Schloss Grünau
- Grünauerkapelle (Wegekapelle)
- Schloss Marbach

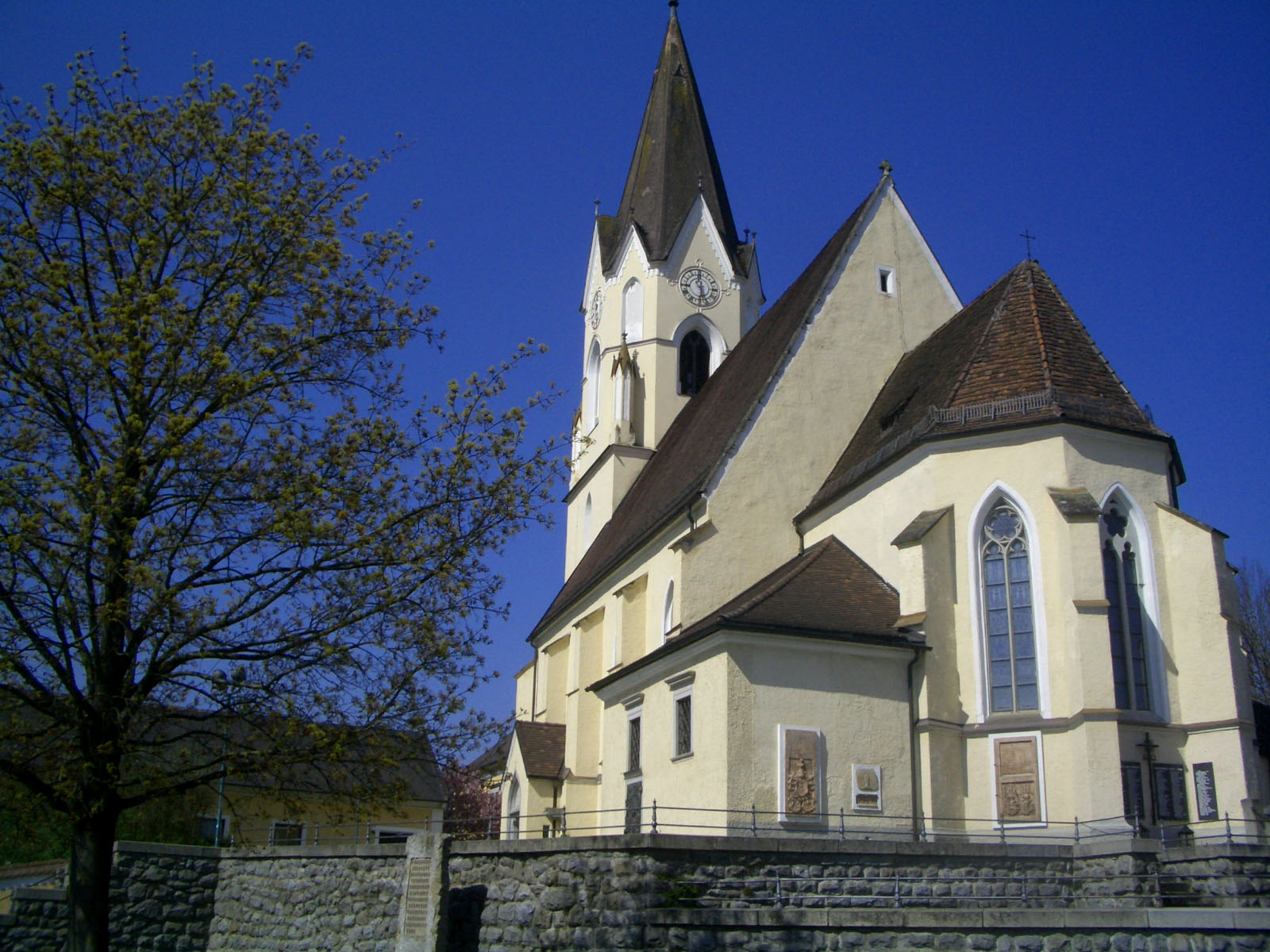
Pfarrkirche Ried in der Riedmark

- Katholische Pfarrkirche Ried in der Riedmark hl. Remigius
- Katholische Filialkirche Niederzirking Mariä Himmelfahrt

## Wirtschaft und Infrastruktur

### Wirtschaftssektoren
Von den 131 landwirtschaftlichen Betrieben des Jahres 2010 waren 50 Vollerwerbsbauern. Diese bewirtschafteten 60 Prozent der Flächen. Im Produktionssektor arbeiteten 94 Erwerbstätige im Bereich Herstellung von Waren, 18 in der Bauwirtschaft und 1 in der Wasserver- und Abfallentsorgung. Die wichtigsten Arbeitgeber des Dienstleistungssektors waren die Bereiche soziale und öffentliche Dienste (191) und Handel (56 Mitarbeiter).
| Wirtschaftssektor            | Anzahl Betriebe | Anzahl Betriebe | Erwerbstätige | Erwerbstätige |
| Wirtschaftssektor            | 2011            | 2001            | 2011          | 2001          |
| ---------------------------- | --------------- | --------------- | ------------- | ------------- |
| Land- und Forstwirtschaft 1) | 131             | 167             | 115           | 93            |
| Produktion                   | 23              | 13              | 113           | 126           |
| Dienstleistung               | 123             | 63              | 346           | 250           |

1) Betriebe mit Fläche in den Jahren 2010 und 1999

### Arbeitsmarkt, Pendeln
Im Jahr 2011 lebten 2101 Erwerbstätige in Ried in der Riedmark. Davon arbeiteten 356 in der Gemeinde, 83 Prozent pendelten aus.

## Politik

### Gemeinderat
Der Gemeinderat hat 25 Mitglieder.
- Mit den Gemeinderats- und Bürgermeisterwahlen in Oberösterreich 2003 hatte der Gemeinderat folgende Verteilung: 15 SPÖ, und 10 ÖVP.[8]
- Mit den Gemeinderats- und Bürgermeisterwahlen in Oberösterreich 2009 hatte der Gemeinderat folgende Verteilung: 13 SPÖ, 9 ÖVP, 2 GRÜNE, und 1 BZÖ.[9]
- Mit den Gemeinderats- und Bürgermeisterwahlen in Oberösterreich 2015 hatte der Gemeinderat folgende Verteilung: 11 SPÖ, 8 ÖVP, 3 FPÖ, und 3 GRÜNE.[10]
- Mit den Gemeinderats- und Bürgermeisterwahlen in Oberösterreich 2021 hat der Gemeinderat folgende Verteilung: 11 ÖVP, 10 SPÖ, 3 GRÜNE und 1 FPÖ.[11]

### Bürgermeister
Bürgermeister seit 1850 waren:
| Altaist - 1850–1861 Georg Mayer - 1861–1879 Mathias Aichinger - 1879–1882 Johann Sulzbacher - 1882–1903 Franz Schöfl - 1903–1935 Sebastian Aichinger - 1935 Franz Wöckinger | Marbach (bis zur Eingemeindung 1877) - 1850–1866 Josef Rammer - 1866–1873 Josef Rainer - 1873–1876 Johann Schönbeck - 1876–1877 Ferdinand Bodingbauer | Obenberg (bis zur Eingemeindung 1877) - 1850–1858 Mathias Wall - 1858–1861 Anton Trauner - 1861–1870 Sebastian Stanger - 1870–1873 Franz Derntl - 1873–1877 Sebastian Stanger |

Ried in der Riedmark
- 1850–1855 Jacob Stanger
- 1855–1861 Michael Aigner
- 1861–1864 Georg Mairhofer
- 1864–1867 Mathias Lampl
- 1867–1881 Franz Gidl
- 1881–1896 Josef Katzenhafer
- 1896–1922 Martin Windner
- 1922–1942 Josef Mayerhofer
- 1942–1945 Johann Mayr
- 1945–1946 Johann Reiter
- 1946–1949 Franz Sommerauer
- 1949–1973 Johann Diwold
- 1973–1996 Alfred Aichinger
- 1996–2020 Ernst Rabl (SPÖ)
- seit 2020 Christian Tauschek (SPÖ)

### Wappen

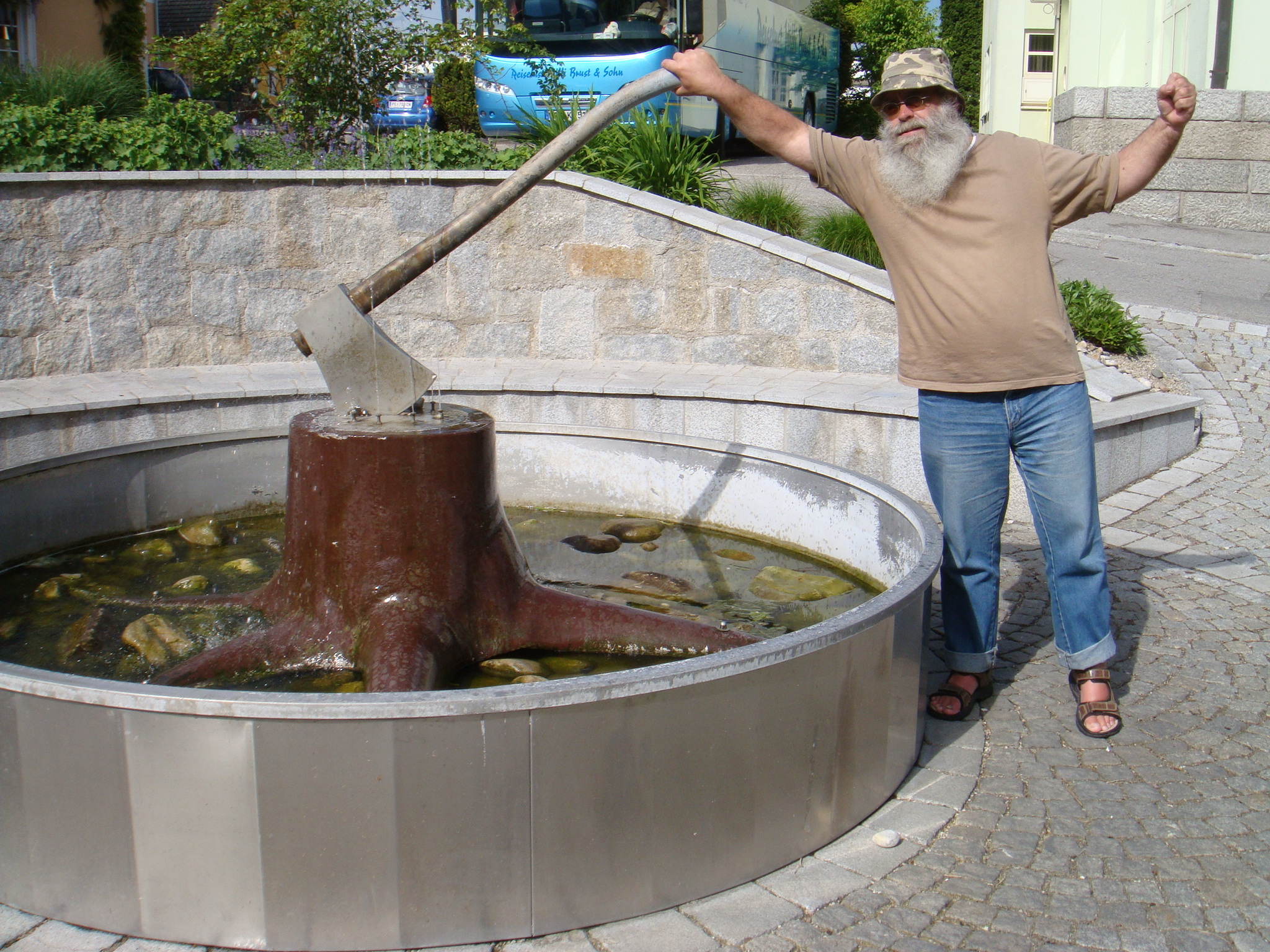
Brunnen in der Ortsmitte mit dem Wappen-Symbol

Offizielle Beschreibung des 1932 verliehenen Gemeindewappens:
Gespalten; rechts dreimal gespalten von Silber und Rot; links in Gold ein naturfarbener (brauner), aus dem Schildfuß wachsender Baumstumpf, in dem eine schräglinks gestellte Barte mit silberner Klinge und braunem Stiel steckt, dahinter grünes, gewelltes Erdreich mit drei grünen Waldbäumen.

## Persönlichkeiten

### Söhne und Töchter der Gemeinde
- Mathias Wahl (1815–1885), Politiker, Abgeordneter zum Oberösterreichischen Landtag 1861–1870, Mitglied des Abgeordnetenhauses 1867–1870[13]
- Rudolf Lenk (1886–1966), Politiker (NSDAP), Pädagoge und Autor
- Josef Mayrhofer (1887–1939), Politiker (CSP) und Landwirt
- Johann Diwold (1911–1978), Politiker (ÖVP) und Landwirt
- Josef Czerwenka (1918–1987), Politiker (SPÖ) und Pädagoge
- Alfred Aichinger (1934–2009), Politiker (SPÖ) und Sozialversicherungsangestellter
- Oswald Miedl (* 1940), Maler und Kunstpädagoge
- Ernestine Tahedl (* 1940), Malerin, Graphikerin und Glaskünstlerin
- Hans Wöckinger (* 1943), Politiker (ÖVP)
- Kunigunde Fürst (* 1944), Ordensfrau
- Erich Haider (* 1957), Politiker (SPÖ)
- Doris Margreiter (* 1968), Politikerin (SPÖ)

### Mit der Gemeinde verbundene Persönlichkeiten
- Eva Reichl (* 1970), Autorin und Künstlerin